# Дневник психопата
«Дневник психопата» (кор. 싸이코패스 다이어리) — южнокорейская дорама в жанре психологического триллера и комедии 2019 года с Юн Си Юном и Пак Сонхуном в главных ролях.
Телесериал выходил в эфир на канале tvN с 20 ноября 2019 года по 9 января 2020 года.

## Сюжет
Юк Дон Сик (Юн Си Юн), аналитик, работающий в Daehan Securities, отличается застенчивостью и даже не может злиться на людей, которые смотрят на него свысока. Однажды, вскоре после неудачной попытки самоубийства, он становится свидетелем убийства. Дон Сик нечаянно заполучает дневник психопата, в котором были записаны все его убийства в подробностях. Он убегает с дневником, но его случайно сбивает патрульная машина офицера полиции Сим Бо Гён (Чон Ин Сон), из-за чего обретает ретроградную амнезию. Из-за дневника, который у него был с собой, Дон Сик ошибочно полагает, что он и есть психопат. С этого момента его поведение начинает меняться.
Бо Гён решает поймать серийного убийцу, который маскирует свои убийства под суицид. Она консультируется по этому поводу с Дон Сиком, с которым зачастую случайно сталкивается в разных местах.
Между тем, Со Ин У (Пак Сонхун), директор и сын председателя Daehan Securities, где работает Дон Сик, оказывается настоящим бессердечным серийным убийцей-психопатом. Он теряет свой дневник, когда его шестая жертва, бездомный старик, выбрасывает его в сторону Дон Сика. С тех пор он чувствует себя неуверенно и пытается отыскать свои записи.

## Производство
Первое чтение сценария состоялось в августе 2019 года в Сангам-донге, Сеул.

## В ролях

### В главных ролях
- Юн Си Юн в роли Юк Дон Сика

Робкий и небрежный человек, работающий офисным служащим в Daehan Securities. Его слабая личность начинает меняться, когда он воспринимает себя серийным убийцей.
- Пак Сонхун в роли Со Ин У

Настоящий серийный убийца-психопат, который одновременно является директором компании Daehan Securities, где работает Дон Сик.
- Чон Ин Сон в роли Сим Бо Гён

Офицер патрульной службы.